# Behind Her Eyes (miniserie)
Behind Her Eyes (en español: Detrás de sus ojos, título oficial en Hispanoamérica) es una miniserie de televisión de transmisión de suspenso psicológico británico creada por Steve Lightfoot, basada en la novela de 2017 del mismo nombre de Sarah Pinborough, estrenada en Netflix el 17 de febrero de 2021. La miniserie está protagonizada por Simona Brown, Eve Hewson, Tom Bateman y Robert Aramayo.

## Sinopsis
Behind Her Eyes sigue la historia de una madre soltera, cuyo mundo se trastorna cuando comienza una aventura con su nuevo jefe David y las cosas toman un giro aún más extraño cuando se ve atraída por una amistad poco probable con su esposa Adele. Lo que comienza como un triángulo amoroso poco convencional pronto se convierte en una oscura historia psicológica de suspenso y revelaciones retorcidas, ya que Louise se encuentra atrapada en una peligrosa red de secretos donde nada ni nadie es lo que parece.

## Reparto y personajes
- Simona Brown como Louise.
- Eve Hewson como Adele.
- Tom Bateman como David.
- Robert Aramayo como Rob.

## Episodios
| N.º | Título                 | Dirigido por        | Escrito por     | Fecha de emisión original |
| --- | ---------------------- | ------------------- | --------------- | ------------------------- |
| 1   | «Encuentros Fortuitos» | Erik Richter Strand | Steve Lightfoot | 17 de febrero de 2021     |
| 2   | «Sueños Lúcidos»       | Erik Richter Strand | Steve Lightfoot | 17 de febrero de 2021     |
| 3   | «La Primera Puerta»    | Erik Richter Strand | Angela LaManna  | 17 de febrero de 2021     |
| 4   | «Rob»                  | Erik Richter Strand | Angela LaManna  | 17 de febrero de 2021     |
| 5   | «La Segunda Puerta»    | Erik Richter Strand | Steve Lightfoot | 17 de febrero de 2021     |
| 6   | «Detrás de sus Ojos»   | Erik Richter Strand | Steve Lightfoot | 17 de febrero de 2021     |

## Producción

### Desarrollo
El 25 de enero de 2019, se anunció que Netflix le había dado a la producción un pedido de serie para una primera temporada de seis episodios. Steve Lightfoot fue anunciado poco después como el creador y productor ejecutivo de la serie. En agosto de 2019, se anunció que Erik Richter Strand dirigiría episodios de la miniserie.

### Casting
En agosto de 2019, se confirmó que Simona Brown, Eve Hewson, Tom Bateman y Robert Aramayo protagonizarían la miniserie.

### Rodaje
La fotografía principal de la miniserie tuvo lugar en Londres y Escocia, de junio a octubre de 2019.